# Anne Trefethen
Anne Elizabeth Trefethen FREng es Pro Vicerrector (Jardines & de Personas, Biblioteca y Museos), y profesora de ICiencias de la Computación en la Universidad de Oxford. Es también socia de St Cross College. Su trabajo en la industria y de manera académica se enfoca en software, algoritmos numéricos, ciencia computacional y informática de alto rendimiento.
El 1 de junio de 2018 Trefethen se unió al consejo de la Autoridad de Estadística del Reino Unido como directora no ejecutiva.

## Investigación y carrera
Trefethen fue nombrada Pro-Vicecanciller (Servicios Académicos y Colecciones Universitarias) de la Universidad de Oxford en enero de 2015, y es responsable de supervisar las bibliotecas, museos y colecciones de la Universidad y sus servicios de enseñanza de idiomas. Fue nombrada la primera directora de información de la Universidad en marzo de 2012 hasta octubre de 2017, antes de lo cual fue directora del Centro de Investigación Electrónica de Oxford (2006-2012). y codirectora del Instituto para el Futuro de la Informática, que forma parte de la Escuela James Martin del Siglo XXI. Antes de llegar a Oxford en 2005, Trefethen fue vicedirectora y luego directora del Programa Central de e-Ciencia del Reino Unido, que se ocupaba de amplias cuestiones de e-Ciencia y computación Grid mediante el desarrollo de middleware e infraestructura. De 1997 a 2001 fue Vicepresidenta de Investigación y Desarrollo en Numerical Algorithms Group (NAG) Ltd. Trefethen pasó de 1988 a 1997 en EE.UU. en Thinking Machines Corporation y fue Directora Asociada de Apoyo Computacional Científico en el Centro de Teoría de Cornell.
En 2017 fue elegida Socia de la Real Academia de Ingeniería.

## Publicaciones
- Sansone, Susanna-Assunta, et al. "Hacia interoperable bioscience dato." Genética de naturaleza 44.2 (2012): 121@–126.
- Hey, Tony, y Anne E. Trefethen. "Cyberinfrastructure Para e-Ciencia." Ciencia 308.5723 (2005): 817@–821.
- Hey, Anthony JG, y Anne E. Trefethen. "El diluvio de dato: Un e-perspectiva de ciencia." (2003): 809@–824.
- Hey, Tony, y Anne Trefethen. "e-Ciencia y sus implicaciones." Transacciones filosóficas de la Sociedad Real de Londres Un: Matemático, Físico y Ciencias de Ingeniería 361.1809 (2003): 1809@–1825.
- Hey, Tony, y Anne E. Trefethen. "El Reino Unido e-programa de núcleo de la ciencia y la verja." Sistemas de Ordenador de Generación futuros 18.8 (2002): 1017@–1031.